# Microsteira microcarpa
Microsteira microcarpa är en tvåhjärtbladig växtart som beskrevs av Arenes. Microsteira microcarpa ingår i släktet Microsteira och familjen Malpighiaceae. Inga underarter finns listade i Catalogue of Life.